# Karviná-Doly (nádraží)
Karviná-Doly (dříve Karviná hlavní nádraží) je železniční stanice, která leží na trati Louky nad Olší – Doubrava – Bohumín provozované společností PKP Cargo International. Ze stanice odbočují vlečky do dolů Darkov a ČSA, dále pak tratě do Havířova (přes ÚZK) a do Albrechtic u Českého Těšína (přes Důl ČSM). Nachází se v karvinské části Doly.

## Historie
Původní nádraží Karvinná (až do roku 1948 psáno se dvěma „n“) bylo postaveno uprostřed původního, třicetikilometrového úseku Košicko-bohumínské dráhy (KBD) z Bohumína přes Orlovou do tehdejšího Těšína. Zkušební provoz zde byl zahájen v prosinci roku 1868 a do pravidelného provozu bylo předáno v únoru roku 1869. Stavbu samotnou požadovali především představitelé karvinského průmyslu, který pro investory KBD přinášel největší zisky. Prudce se zvyšovala nejen přeprava nákladu, ale i osob. V roce 1898 se karvinské nádraží stalo uzlovým, a to výstavbou spojnice mezi rychlíkovou stanicí KFNB Petrovice a rychlíkovou stanicí KBD Karvinná. Tato dráha, která nesla označení „Místní dráha KFNB“, byla postavena pro dopravu lázeňských hostů do darkovských lázní a také pro potřeby rozvíjejícího se průmyslu okresního města Fryštátu (dnes část Karviné).
Ze stanice vedly odbočné dráhy (vlečky) k uhelným dolům. První odbočná dráha byla postavena v roce 1872 k dolu Gabriela. Místní dráha KFNB nebyla zpočátku propojena s dráhou KBD. Petrovické nástupiště bylo na protější straně hlavní budovy stanice Karvinná a pro přestup cestujících byl zbudován dřevěný přechod nad kolejemi stanice. Pro potřeby cestujících byla postavena staniční budova, která později byla začleněna pod stanici Karvinná. Pro potřebu KBD byla v roce 1868 postavena přijímací budova. V roce 1891 byla postavena nová výpravní budova, ve které byla umístěna čekárna, restaurace a sklady a expedice zboží. V blízkosti nádraží byly postaveny byty pro zaměstnance železnice. Podle dobových fotografií byla výpravna dvoupodlažní se tříosým středovým rizalitem postavena z cihlového režného zdiva, zastřešena sedlovou střechou.
Karvinské nádraží patří k nejstarším nádražím v dnešním Česku, které neslo označení „hlavní“. Z fotografických záznamů je patrné, že toto označení má přinejmenším od roku 1933. Z jízdního řádu z roku 1944 je vidět, že ve stanici Karwin hbf (Karvinná hlavní nádraží) zastavovaly mezinárodní rychlíky Berlín – Bratislava.
Mezi lety 1909 a 1964 bylo karvinské hlavní nádraží také křižovatkou elektrických úzkorozchodných drah, které sem vedly ze tří směrů.
V letech 1955 až 1963 byla vybudována nová trať v úseku Dětmarovice – Louky nad Olší s novou stanicí Karviná hlavní nádraží, na které byl zahájen provoz 26. května 1963. Původní trať přes dnešní Karvinou-Doly tak byla osobními vlaky opuštěna a dále sloužila pouze nákladní dopravě, především pro uhelné vlaky obsluhující doly v okolí trati. I po zastavení osobní dopravy zůstala trať nejdříve ve správě Československých státních drah, ale od 1. ledna 1968 přešel úsek Louky nad Olší – Karviná-Doly - Doubrava do rukou OKR-Dopravy.